# Potentilla chamissonis
Potentilla chamissonis là loài thực vật có hoa trong họ Hoa hồng. Loài này được Hultén miêu tả khoa học đầu tiên năm 1945.